# Lucyna Ćwierczakiewiczowa

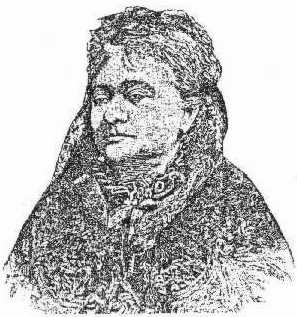
Lucyna Ćwierczakiewiczowa

Lucyna Ćwierczakiewiczowa [luˌʦɨna ʨfʲerʧakʲeviˌʧova] (* 1829; † 26. Februar 1901 in Warschau) war eine polnische Schriftstellerin und Autorin sehr populärer Kochbücher in polnischer Sprache in der zweiten Hälfte des 19. Jahrhunderts.

## Leben und Werk
Ćwierczakiewiczowa war Tochter der geachteten Familie von Bachman. 1858 veröffentlichte sie ihr erstes Werk: Jedyne praktyczne przepisy wszelkich zapasów spiżarnianych oraz pieczenia ciast („Das einzige praktische Kompendium von Rezepten für alle Speisekammern sowie Kuchengebäck“). Ihre Arbeit basierte auf kulinarischer Erfahrung der polnischen Szlachta des 17. und 18. Jahrhunderts. 1860 gab sie ihr zweites Kochbuch heraus: 365 obiadów za pięć złotych („365 Mahlzeiten für 5 Złoty“).
Ab 1865 hatte sie eine Kolumne in der Wochenzeitung Bluszcz über Kochkunst und Mode. Ebenso wurde sie Mitarbeiterin des Kurier Warszawski, der bedeutendsten damaligen polnischen Zeitung. Weitere Publikationen in den 1870er Jahren ließen sie zu einer geachteten Person werden. Sie empfing eine Reihe prominenter Persönlichkeiten in ihrem Hause, unter anderen war der Schriftsteller Bolesław Prus einer ihrer Gäste.
Bis 1923 wurde ihr erstes Kochbuch 23 Mal (130.000 Ausgaben) herausgegeben. Dies sind weit mehr Auflagen, als die Bücher der  polnischen Schriftsteller Henryk Sienkiewicz und Bolesław Prus gemeinsam erlebten.
Ćwierczakiewiczowas große Leibesfülle – sie wog über 130 Kilogramm –, kombiniert mit ihrem Hochmut, brachte ihr einen Spitznamen in Polen ein: Ćwierciakiewiczowa, eine Anspielung auf das polnische Wort ćwierć, das ein Viertel bedeutet. Dieser Spitzname wurde in Polen so populär, dass er versehentlich selbst in seriösen wissenschaftlichen Arbeiten gebraucht wurde.
Seit 1875 gab Ćwierczakiewiczowa eine jährliche Publikation unter dem Titel Kolęda dla Gospodyń („Kalender für Hausfrauen“) heraus. Diese Publikation enthielt neben Kochrezepten auch Frauenwahlrechtsfragen und Gedichte sowie Romane.